# 吕飞杰
吕飞杰（1943年11月—），福建厦门人，中华人民共和国政治人物、农业科学家。
早年毕业于华南热带作物学院（现海南大学）作物产品加工系。后担任华南热带作物研究院、华南热带作物学院副院长、常务副院长、院长。1994年，担任中国农业科学院院长。2001年至2003年，任国务院扶贫开发领导小组副组长兼办公室主任。